# 梵
梵（bráhman），印度宗教概念，最初指的是自祭祀儀式所得的神秘力量，後來被用以指稱萬物的本源和終極實在，梵是最高宇宙原則和終極現實，祂無所不知、無所不能、無所不在。根據商羯羅 (Shankara) 所提出的說法，一切眾生包括一切神靈都只是梵 (Brahman) 的一方面向，梵是非二元性的，祂超越存在性與非存在性、光明與黑暗、生命與死亡等一切二元性相關概念，梵無始無終，是萬物的源頭，是一切事物起源與終結的源頭。

## 概念的起源
「梵」的原意是曼荼羅、祭祀儀式和唱詩僧侶，引申為自祭祀儀式所得的神秘力量；人如作出供奉，端正歌曲，就有「梵生」；再引申為宇宙的精力，天地運行和人類生命，都有賴於梵。梵作為本源的相關觀念，則由《吠陀》中宇宙精神主宰「祈禱主」的形象演變而來。

## 相關觀念
梵與「我」或「彼一」，都是古印度宗教所講的終極實在，是超越和不可規範的唯一實在，多通過否定（非……，非……）加以講述。奧義書及其後的各正統學派在透過使用否定定後，正面斷定「梵」與「我」的存在，而且是唯一、不二的存在。這種終極觀是實體性的，在思想的最高位置。「梵」被認為是「非概念化」的，超越一切名相概念和判斷推理，人們不能靠思辨體驗它，只能通過瑜伽直接體驗它。
梵我無處不在，現世只是「終極實在」一種扭曲、不充分的表現，追求梵我時必須捨棄與現世的根本聯繫。古婆羅門教視此世為不真的事物，但亦明確地宣稱在一切無常無我之上，有一個肯定性的梵我境界。其後吠檀多宗以梵為真如，視世間為；僧佉（數論）以梵為自性，視世間為現象，都是以梵為宇宙的本體。

## 體驗
印度教教內的吠檀多派認為全部奧義書的中心思想都是梵我合一，主張梵即「我」、「我」即梵，這是最深密的奧義。人我要沒入梵之中，合而為一，了無所限，不死不生。梵與「我」本是息息相關，但由於現象的執迷以致隔斷，透過觀念與實踐，自覺修証，可以恢復本有的大我，實現梵我合一的終極人生境界。
吠檀多派認為奧義書當中已經解釋了精神修行的步驟，即如何由渺小的自我 提升成大「我」，與梵合而為一。依憑內心的歷練，人人最終都可體會「梵我合一」的妙境；人到此處，可以揭破世間的迷幕，超脫於輪迴業報以外，生命獲致最終極的自我實現。梵我為一的境界 只有廣義上的瑜伽才能達到，人可以布施、敬神、口誦陀羅尼（「唵」）和瑜伽實踐加以追求。
婆羅門教所講的關於梵我如一的感受，是一種與宇宙合一的感覺；有學者研究稱，其與服用LSD（麥角酸二乙醯胺）所致的幻覺相似。
值得注意的是 梵我如一論在吠檀多派興起前並非古婆羅門教教義的主流，當時古婆羅門教所重視的是祭祀至上論、神造論及婆羅門至上論。

## 與道家思想之間的關係
L•S•瓦西里夫（L. S. Vasil’ev）在一篇為賓夕法尼亞大學而撰寫的論文中指出了道家思想與吠陀教教義之間的相似之處，作者表示他認爲 早期的道家吸收了吠陀教關於梵、阿特曼和普魯蘇的觀念並將其分別轉變為道、德和炁這三個概念，並且以道這個概念取代了儒家思想中天這個概念的地位，關於混元老祖盤古的神話故事亦源自吠陀教神話中關於原人的故事，作者所舉出的其中一個證據是《道德經》提及了「象帝」這個人物，考慮到大多數商族人所崇拜的皇天上帝在當時早已被遺忘，而取代其地位的皇皇帝天並不受到儒家和道家的重視，因此象帝這個概念可能來自吠陀教神話，此外，作者聲稱奉行綜攝主義的道教信奉者在他們的崇拜儀式中使用梵一詞來指稱道。
維克多·H·梅爾（Victor H. Mair）表示他認爲道家在其早期歷史上與吠陀教有着積極的“文化關係”，而《道德經》是針對印度的哲學思想 被撰寫出來的，作者表示他認爲梵與道是相同的。

## 佛教的論述
佛教的開創者釋迦牟尼不支持梵我論這種實質的表達方式。佛教的三法印講述：「諸行無常，諸法無我，涅槃寂靜。」與婆羅門教的梵我論表達方式不同。「無常」、「無我」意味著 一切法空，而且「我」亦是空（不可得）的。「梵」與「我」那種肯定性的終極實在觀，在佛教的表達中消失了。佛教認為最終的解脫或湼槃，與「無常、無我」這種觀念相連，論證梵我的終極性，對於開啟無執智慧是無益的。
在佛教往後的神話中，後來被印度教稱為「下梵」的梵這一個概念演變為「小梵」和「大梵」這兩個概念，前者是指婆羅門階層，後者是指大梵天王。佛教極其反對種姓制度，婆羅門階層作為小梵的思想一直受到猛烈評擊，而大梵天王在佛教的不少典籍中，往往被稱為大梵，可見佛教當時已經把古婆羅門教教義中的梵和梵天神兩者等同起來，而古婆羅門教追求融入大梵 此一目標也被佛教表述為升上大梵天，但佛教認為大梵天王不是創世主，只是尚被困在輪迴的天眾之一。通過這種方式，大梵至上這一思想在佛教信奉者當中完全喪失了吸引力，佛教亦以此方式成功地抨擊了古婆羅門教關於梵的觀點。

## 漢文化圈特有觀念
梵文为古印度书面语，雖然是婆羅門教概念，但漢地对印度等地的事物常冠以梵字，以示与中华地域有别，如：梵本（梵文书写的佛经原本）、梵表（梵方，指印度）、梵志（印度古代四个种姓之一，指婆罗门）；且凡与佛教有关的事物，亦常称梵，如：梵言（佛经）、梵境（佛的境界）、梵楼（佛教的楼阁）、梵磬（佛寺之磬）、梵学（佛学）。而在《俱舍論》，甚有以梵稱佛之例。

## 道教教典中的梵
在佛教傳入中華之後，道教吸收了梵這個術語並將其用以指稱宇㣙初現時所處的狀態，在道教教典《靈寶無量度人上品妙經》中，大梵被描述為大道所現出的祖炁，其所現出的梵炁孕育了眾生，也化出了構成天庭的最高的三個天層，道教也以梵這個字為基礎，創造了 「行梵」、「玄梵」、「虛梵」、「綠梵」、「雲梵」、「微梵」、「寶梵」、「飛梵」等詞彙作為對於許多天層的稱呼，此外，受到流傳於婆羅門教教內的梵文字母由梵天神所創造這一説法的影響，道教亦宣稱在宇㣙初現時，天皇真人等不少神仙説出了具有神奇力量的呪語，道教稱其為「大梵隱語」，這一行為利用了當時中華人不熟悉起源於印度的梵語這件事以增添道教所使用的呪語所帶有的神秘色彩，反映了道教對「天書」及「真文」等等的膜拜，但事實上這些呪文只是因某些梵文文字透過音譯方式被譯為漢字一事而出現的，道教所提倡的文字崇拜也與吠陀教所提倡的吟誦和憶記神聖的字音並避免把這些字節寫在書卷上這一方式截然不同，綜上所述，道教透過改變梵這個字的含義來試圖使其教義包攝佛教教義以吸引更多人信奉道教，這些事情顯示道教在觀念及翻譯方式等不少方面上深受佛教所影響。

## 外部連結
- 陳玉璽 Chen, Yu-Shi：佛教緣起論與本體創生論相輔相成不可割裂—佛理新思維之四 （页面存档备份，存于）
- 陳玉璽 Chen, Yu-Shi：從佛教心理學重新探究「無我」教說─兼論印度教「梵我」與「自我」意識之分際 （页面存档备份，存于）
- 正祺老師：如來藏與梵我 （页面存档备份，存于）